# مارسل کفنبرگر
مارسل کفنبرگر (انگلیسی: Marcel Kaffenberger؛ زادهٔ ۱۲ مارس ۱۹۹۴) بازیکن فوتبال اهل آلمان است.
از باشگاه‌هایی که در آن بازی کرده‌است می‌توان به باشگاه فوتبال اف‌اس‌وی فرانکفورت و باشگاه فوتبال کمنیتس اشاره کرد.